# José Javier del Águila
José Javier del Águila (Ciudad de Guatemala, Guatemala, 7 de marzo de 1991) es un futbolista guatemalteco. Conocido por formar parte de la selección de Guatemala en una competición mundial de la FIFA. Juega como mediocampista en el club Comunicaciones de la Liga Nacional de Guatemala. 
Ha representado a Guatemala en la U-20 Copa del Mundo de 2011, la Copa de Oro 2011 y en la CONCACAF Copa del Mundo.

## Selección nacional

### Participaciones en Copas del Mundo
| Mundial                     | Sede     | Resultado        |
| --------------------------- | -------- | ---------------- |
| Copa Mundial Sub-20 de 2011 | Colombia | Octavos de final |

### Participaciones en Copa Oro
| Copa          | Sede           | Resultado        |
| ------------- | -------------- | ---------------- |
| Copa Oro 2011 | Estados Unidos | Cuartos de final |

## Clubes
| Club                               | País      | Año         |
| ---------------------------------- | --------- | ----------- |
| Comunicaciones Fútbol Club         | Guatemala | 2010 - 2012 |
| União Desportiva Oliveirense       | Portugal  | 2012        |
| Deportivo Petapa                   | Guatemala | 2013        |
| Club Social y Deportivo Coatepeque | Guatemala | 2014        |
| Cremas B                           | Guatemala | 2014        |
| Comunicaciones Fútbol Club         | Guatemala | 2015        |
| Cobán Imperial                     | Guatemala | 2016        |
| Antigua Guatemala FC               | Guatemala | 2017        |
| Deportivo Siquinalá                | Guatemala | 2018        |

- Datos: Q3186339